# 渡辺電機(株)
渡辺電機(株)（わたなべ でんき、1962年9月16日 - ）は、日本のギャグ漫画家。英字表記はWatanabedenki Inc.。またかつて、『閃光花火』名義で美少女漫画を描いていた。

## 主な経歴
- 明治大学時代 - SF研究会出身で、後輩にあかほりさとるがいる。なお会社に勤めた経験が一切無いが、サラリーマン漫画は描いている。
- 1989年 - 「石ノ森章太郎のまんが日本昔話・浦島太郎」（ケイブンシャ刊）に渡辺電機(株)名義で最初の作品「ウラシマさんとゆかいな仲間たち」を発表。
- 1990年 - 『月刊コミックコンプ』（角川書店）の新人賞で佳作入選、3月号にてデビュー。1991年1月号より初の連載作品「クソゲー戦記 ドラゴン・サーガ」（後に1992年6月まで連載）
- 1992年 - 音楽誌『GOLD WAX』に「スパークス特集」の文章および漫画を2回に分けて発表。同誌で翌年春ごろまで漫画連載。海外のロックミュージックに造詣が深く、スパークスのほかにケヴィン・エアーズなどを好む。
- 1998年ごろ - CGによる作画を始め、最近ではつけペンの習慣すら忘れ去っている。漫画をよく見ると、ドットでカクカクしているのが分かる。そのためファンにサインを求められても、キャラクターを上手く描くことが出来ないと言う悩みを抱え、自分の描いたキャラの髪型を忘れるなどと言ったこともよくある。

## 作品リスト
子供ウケも良く、児童向け漫画も手がけたことがあるが、最近では青年層に向けた仕事を手がけることが多い。
- 100万人の女子高生（『パンプキン』）「閃光花火」名義 1988年
- クソゲー戦記 ドラゴン・サーガ（『コミックコンプ』）1991年 - 1992年
- ウィザードリィ〜ダンジョン退屈男（『アスキーコミック』）1993年 - 1994年
- 電撃素浪人!（『月刊少年キャプテン』）1993年読み切り発表、のち連載 - 1995年夏
- 土星のプリンセス（『コミックドラゴン』）1993年
- 深沢電機有限会社（LogOut → The Sneaker）深沢美潮との共著 1992年 - 1994年、1997年 - 1999年
- パラレル歌劇団（『アスキーコミック』）1995年
- はたらくねこ（『月刊ファミ通Bros.』）1995年 - 1998年春
- クソゲー星人（『月刊ゲームラボ）1998年 - 2001年春
- (株)〜かっこかぶ〜（『ビジネスジャンプ』）1999年 - 2005年
- 新入社員でございます（『まんがタイムオリジナル』）2001年 - 2002年
- アリサとアルナ（『ヤングキング』）（読切り3本立て）2003年
- たのしい新選組（『月刊コミックラッシュ』）2004年 - 2005年
- マリマリゾンビ（『漫画アクション』）2005年 - 2006年
- ロト6 新4億円への道（カットおよび名前を伏せて本文）（『週刊プレイボーイ』）
- 妹スロッターあんじゅ（『スーパーパチスロ777』）2005年 - 2006年
- 水族館バカ一代（『ヤングアニマル』）2006年 - 2007年
- 地獄でキュ〜（『コミック・ガンボ』）2007年（版元の倒産／廃刊により終了）
- ペンギンパパ（『BJ魂』）2008年 - 2010年（BJ魂は2010年7月27日発売の54号で休刊）
- 童貞女子!!（『ヤングコミック』）2010年 - 2012年
- しゃぼんな毎日（『プレイコミック』）2009年 - 2014年
- 新選組いちねんせい（『コミック乱』ほか）2015年 -
- ゾンビな毎日（『リイドカフェ』2017年 - 2018年）
- 父娘ぐらし 55歳独身マンガ家が8歳の娘の父親になる話（「note」発表）2022年[2]-2024年[3][4]

## 作風
- 目が大きく、頭でっかちでポップなそのデザインは、それと一目で分かるデザインであり、非常に特徴的である。
- 裸や下ネタ、暴力的な描写を乱発する。
- 初期には頬が尖っていたり、瞳が顔面の中心に寄っていたり等の特徴があったが、徐々にそれらの特徴は薄れ、2000年ごろを境目に真円形の頭になったり、下睫毛を描かなくなったり、二重丸形の眼を使うようになったり等の進化が見受けられる。

## 師匠
- 石ノ森章太郎

## その他
健康
- 漫画家の宿命故か、腱鞘炎を患っている。
- 仕事を終えると30分程半身浴で汗を流している。

その他
- Macintoshユーザーである。一時期はX68000を使っていたこともあった。
- 大の競馬ファンであり、頻繁に漫画の題材にするが、勝率はあまりよくない。
- 自画像をちょんまげ頭の小太りな全裸男としているが、実際の容姿は違う(後述の『父子家庭はじめました』では、渡辺本人そのままの見た目に近いキャラクターに描かれている)。一時期は8分音符頭のミツバチだったこともあった。
- 知り合いをモデルにキャラクターを作ることが多々あり、結果的にスター・システムが発動している。作者自身が漫画のキャラクターとなって登場する作品も多い。
- 2018年（平成30年）3月、55歳で16歳年下の二人の子を持つシングルマザーだった女性と入籍している。当初は互いの仕事の関係で妻とは別居生活をしばらくしていたらしく、妻の娘と父子家庭の生活をしていた。その時の様子を漫画化した作品『父子家庭はじめました』をnoteにてウェブ連載していた。本作はインディーズとして発表されたが、従来の渡辺のファン以外からも大きな人気を博し、描き下ろしも含めてKADOKAWAから全2巻の単行本が出版されるに至った。